# Hervormde kerk (Ihrenerfeld)
De Hervormde Kerk is een kerkgebouw in Ihrenerfeld, een plaats in de Oost-Friese gemeente Westoverledingen. De kerk werd in de jaren 1907-1908 gebouwd.

## Geschiedenis
Het dorp Ihrenerfeld ontstond in de 18e eeuw als een kolonie op een zandrug tussen het veen en Hustede. Het behoorde in die tijd nog tot het kerspel Ihrhove. Nadat het kerkhof al langere tijd bestond, werd op 1 maart 1907 in Ihrenerfeld een eigen kerkelijke gemeente opgericht. In de jaren 1907-1908 vond ten slotte de bouw van de kerk met een pastorie plaats, die op 29 juni 1908 plechtig in gebruik werd genomen.
Het kerkgebouw werd in de jaren 1992-1993 gerenoveerd en van verwarming voorzien.

## Beschrijving
Boven de ingang aan de westelijke kant is het opschrift Selig sind, die Gottes Wort hören und bewahren (vertaling: Zalig zij die het Woord Gods horen en bewaren). Conform de calvinistische tradities is het interieur van de kerk sober. Tijdens de restauratie in de jaren 1990 werden de houten banken vernieuwd.
Tot de meest waardevolle voorwerpen van de kerk behoort een bijbel uit 1908 met een voorwoord van keizerin Augusta Victoria. De beide klokken van de kerk stammen uit de jaren 1930 en 1950.
Het orgel werd in 1916 door de firma Emil Hammer Orgelbau uit Arnum gebouwd. Het instrument bezit zeven registers verdeeld over twee manualen en pedaal.